# Andy Hardy Meets Debutante
Andy Hardy Meets Debutante és una pel·lícula estatunidenca d'humor del 1940 sobre una família americana dirigida per George B. Seitz. Els protagonistes són: Lewis Stone, Mickey Rooney, Cecilia Parker, Fay Holden i Judy Garland. És el desè lliurament de la sèrie d'Andy Hardy .
Un dels nombrosos lliuraments de la saga iniciada con L'honor de la família, amb Mickey Rooney novament en la pell d'Andy Harvey. L'actor tornava a estar acompanyat de Judy Garland, molt popular després d'haver rodat El màgic d'Oz i en un altre lliurament de la sèrie, Andy Harvey s'enamora. És una comèdia familiar sense moltes pretensions.

## Argument
El jutge Hardy porta la seva família a la Ciutat de Nova York, on ha de presentar-se en el jutjat contra una firma d'advocats que està disputant pagaments d'un fons que dona suport a un orfenat.
A Carvel, Andy havia presumit de relacionar-se en societat, però no ho ha conegut de fet. A Nova York, s'enamora d'una noia milionària, gràcies a un amic. Però troba massa cara la vida de l'alta societat, i finalment decideix que prefereix tornar a casa.

## Repartiment
- Mickey Rooney: Andrew 'Andy' Hardy
- Lewis Stone: Juge James K. Hardy
- Judy Garland: Betsy Booth
- Cecilia Parker: Marian Hardy
- Fay Holden: Sra. Emily Hardy
- Ann Rutherford: Polly Benedict
- Diana Lewis: Daphne Fowler
- George P. Breakston: F. Baker 'Beezy' Anderson
- Sara Haden: Tia Milly Forrest
- Addison Richards: George Benedict
- George Lessey: Underwood, un advocat
- Cy Kendall: M. Carrillo
- Clyde Willson: Francis/Butch